# Wereldkampioenschap volleybal vrouwen 2018 (kwalificatie CSV)
Deze pagina beschrijft het kwalificatieproces voor het Wereldkampioenschap volleybal dat zal worden gehouden in Japan. zes landen strijden om 2 plaatsen in het eindtoernooi. De Winnaar van het Zuid-Amerikaans kampioenschap volleybal vrouwen 2017 plus de beste land uit de 2e ronde plaatsten zich voor het WK

## Zuid-Amerikaans kampioenschap

### Deelnemende landen
- Argentinië
- Brazilië
- Chili
- Colombia
- Peru
- Venezuela

### Ranking
| Rank   | Team       |
| ------ | ---------- |
| Goud   | Brazilië   |
| Zilver | Colombia   |
| Brons  | Peru       |
| 4      | Argentinië |
| 5      | Venezuela  |
| 6      | Chili      |

De winnaar van het Zuid-Amerikaans kampioenschap is rechtstreeks gekwalificeerd voor het wereldkampioenschap in Japan.

De nummers 2 tot 5 spelen een kwalificatieronde.

## Tweede Ronde
- Locatie: , Peru
- Data: oktober 2017

| 1 | Argentinië | 9 | 3 | 0 | 9 | 1 | 243 | 180 |
| 2 | Colombia   | 6 | 2 | 1 | 6 | 3 | 209 | 170 |
| 3 | Peru       | 3 | 1 | 2 | 4 | 6 | 222 | 220 |
| 4 | Uruguay    | 0 | 0 | 3 | 0 | 9 | 120 | 225 |